# 絶滅危愚少女 Amazing Twins
『絶滅危愚少女 Amazing Twins』（ぜつめつきぐしょうじょ アメージング・ツインズ）は、2014年から発売されている日本のOVA作品。

## 概要
アニメーション監督の佐藤順一が構想していたメディアミックス型コンテンツ『ウィッシュエンジェル』の製作が中止になってから本作の構想が始まった。本作は佐藤の監督作品『カレイドスター』のファンに向けた企画意図もあり、「Amazing」は北米版の同作の全てのサブタイトルに使われている。
OVAは全2巻が発売され、ここからテレビアニメシリーズへ繋げるという構想もあるという。

## ストーリー
特殊能力「ISH」（Incomprehensible Skill of Human-being = イメージしたことを現実化させる力）を持つ少女・あまね。彼女は肉体に双子の妹・リリアンの精神を宿している。彼女のISH能力に目を付け、これを狙う謎の男・ハスドウはあまねと同じくISHを持つアヤとともに彼女に挑むが…。

## キャラクター

### NOUGHT
等々力 あまね（とどろき あまね）
声 - 内田彩
主人公の少女。何事にも愚直かつ全力で立ち向かう性格。パフォーマンス集団「NOUGHT」に所属。「あまねる」の愛称を持つ。
世間になかなか理解してもらえないISHを知ってもらうため、これを駆使したマジックを通じてアピールしている。
リリアン
声 - 佐藤聡美
あまねの双子の妹…になるはずだった女性。誕生直前に胎内から消失し、あまねの肉体の中に精神を共存する。彼女のISH能力の源となる。
普段はあまねと精神を分離し、彼女の持つテディベアに乗り移ることができるが、その際はあまねのISHは使用不可となる。また、たまにISHを使って自身を具現化した「クールな少女」のイメージ像の姿で登場することがある。
不動 奈々枝（ふどう ななえ）
声 - かかずゆみ
「NOUGHT」の座長。ISHの持ち主だが、現在は封印している。
和希（かずき）
声 - 下野紘
ISHに頼らないマジシャンを目指している少年。通称「和希っち」。あまねにはあまりいい印象を持っていない一方で、リリアンには想いを寄せている。
ひろな
声 - 松来未祐
おっとりとした性格ながら、馬鹿力の持ち主。

### 周囲の人物
センチメント高木（センチメントたかぎ）
声 - 広橋涼
占い師。地球（ガイア）と交信できるというISHの持ち主。あまねの相談相手になっている。
千ノ倉 積（せんのくら かける）
声 - 大原さやか
作家。もともとISHを持っていたが今は封印。「NOUGHT」のスポンサー的存在。
望月 幽（もちづき かすか）
声 - 儀武ゆう子
作家見習いで、積の付き人をしている。
こずみ
声 - 茅野愛衣
あまねのファンの少女。
まな
声 - 千菅春香
同じくあまねのファンの少女。こずみとも仲がいい。

### その他
アヤ
声 - 東山奈央
人気パフォーマンス集団「I・A・M」に所属するマジシャン。ISHの持ち主。
ハスドウ
声 - 千葉進歩
アヤのそばにいる、謎の男。あまねの持つISHの潜在的能力の高さに目をつけ、彼女を狙う。奈々枝とは何らかの関係がある模様。
14号
声 - 遠藤大智
ハスドウによって強制的にISH能力を加えられ、結果暴走してしまった一般人。
メサイヤレディ
声 - 緒方恵美
あまねが幼い頃から憧れている、スーパーヒロイン。相方のキャプテンジャパン（声 - 追崎史敏）とともに地球の平和を守る。
田所（たどころ）
声 - 子安武人
ISH能力について研究している男。普段はなんでも屋。

## スタッフ
- 監督・原作・脚本・絵コンテ - 佐藤順一
- 構成・ストーリー協力 - 岡田麿里
- キャラクター原案 - 原田たけひと
- アニメキャラデザイン・演出 - 追崎史敏
- 色彩設定（ビジュアルコーディネイト） - 辻田邦夫
- 美術監督 - 森元茂
- 撮影監督 - 萩原猛夫
- 編集 - 肥田文
- 音楽 - Conisch
- 音楽制作 - フライングドッグ
- アニメーションプロデューサー - 小林健一
- プロデューサー - 田坂秀将、山崎明日香、菅原慎一、やまけん、大塚将之、猿橋健蔵、伊藤将生
- アニメーション制作 - エンカレッジフィルムズ
- 製作 - 絶滅危愚委員会（松竹、AT-X、キュー・テック、タブリエ・コミュニケーションズ、凸版印刷、日本一ソフトウェア、フライングドッグ、エンカレッジフィルムズ）

## 主題歌
オープニングテーマ「絶滅危愚少女!」
作詞 - サエキけんぞう / 作曲・編曲 - 北川勝利 / 歌 - 千菅春香
エンディングテーマ「心 アシンメトリー」
作詞 - 松浦有希 / 作曲・編曲 - 窪田ミナ / 歌 - 千菅春香

## 各話リスト・商品情報
Blu-ray Discのみ。
| 話数  | サブタイトル                  | 作画監督                               | 発売日        | 規格品番  |
| ----- | ----------------------------- | -------------------------------------- | ------------- | --------- |
| 第1話 | わたしたちのショウへようこそ! | 伊藤郁子                               | 2014年2月26日 | SHBR-0233 |
| 第2話 | わたしたちの夢へようこそ!     | 伊藤郁子（総） 渋谷秀、寒川歩 追崎史敏 | 2014年6月25日 | SHBR-0234 |

## テレビ先行放送
AT-Xにて2013年12月29日22:30 - 23:00に第1話の先行放映を実施。ただし不完全な状態で放映したため、公式サイトにおいてこの放映版は「“愚”ver.」と呼称している。翌2014年1月19日22:30 - 23:00にリテイクを受けた「愚“直”ver.」を同じくAT-Xにて放映し（両方とも、リピート放送あり）、ニコニコ生放送においても2014年1月11日23:30 - 24:00に「“愚”ver.」が、1月25日23:30 - 24:00に「愚“直”ver.」配信された。
第2話は2014年2月27日にAT-Xにて一部が先行放映、5月6日24:00 - 25:00に第1・2話一挙放送。ニコニコ生放送でも5月25日23:30 - 24:30に一挙放送された。

## 関連番組
内田彩のマジックチャレンジ 〜全力愚でぬんぬんしてます〜
2014年1月20日から6月5日まで公式サイトにて配信されていた。出演は内田彩。
アメツイ愚ラジオ
2014年2月26日から7月30日まで音泉にて配信されていた。毎月最終水曜更新。出演は内田彩、佐藤聡美。

## コミカライズ
『月刊コンプエース』（KADOKAWA 角川書店）2014年3月号より8月号まで連載。作画は広瀬まどか。